# Hérakleidész Lembosz
Hérakleidész Lembosz (Ἡρακλείδης Λέμβος) filozófiai író, történetíró, diplomata volt az i. e. 2. században.
Hérakleidész VI. Ptolemaiosz udvarában volt tisztviselő. Diogenész Laertiosz szerint Alexandriában született. Ragadványneve, a Lembosz jelentése „mentőcsónak”, de hívták emellett a „Szerapeion fiának” is.
Úgy tartják, hogy ő tárgyalt IV. Antiokhosszal i. e. 169-ben a békeszerződésről, amivel véget vetett a szeleukida király Egyiptom elleni támadásának.
Nevéhez fűződik Arisztotelész minden egyes ókori polisz berendezkedését tárgyaló művének a kivonatolása is. Hérakleidész sajnos csak a kuriózumokat gyűjtötte ki, azokat is hibásan. Magyarul az Államéletrajzok gyűjteményes kötetben olvasható.

## Műve magyarul
- Államéletrajzok. Szerk. Németh György. Osiris Kiadó. Budapest, 1997.

## Fordítás
- Ez a szócikk részben vagy egészben  a   Heraclides Lembus című angol Wikipédia-szócikk ezen változatának fordításán alapul.  Az eredeti cikk szerkesztőit annak laptörténete sorolja fel. Ez a jelzés csupán a megfogalmazás eredetét és a szerzői jogokat jelzi, nem szolgál a cikkben szereplő információk forrásmegjelöléseként.